# نظرية مطابقة الحقيقة

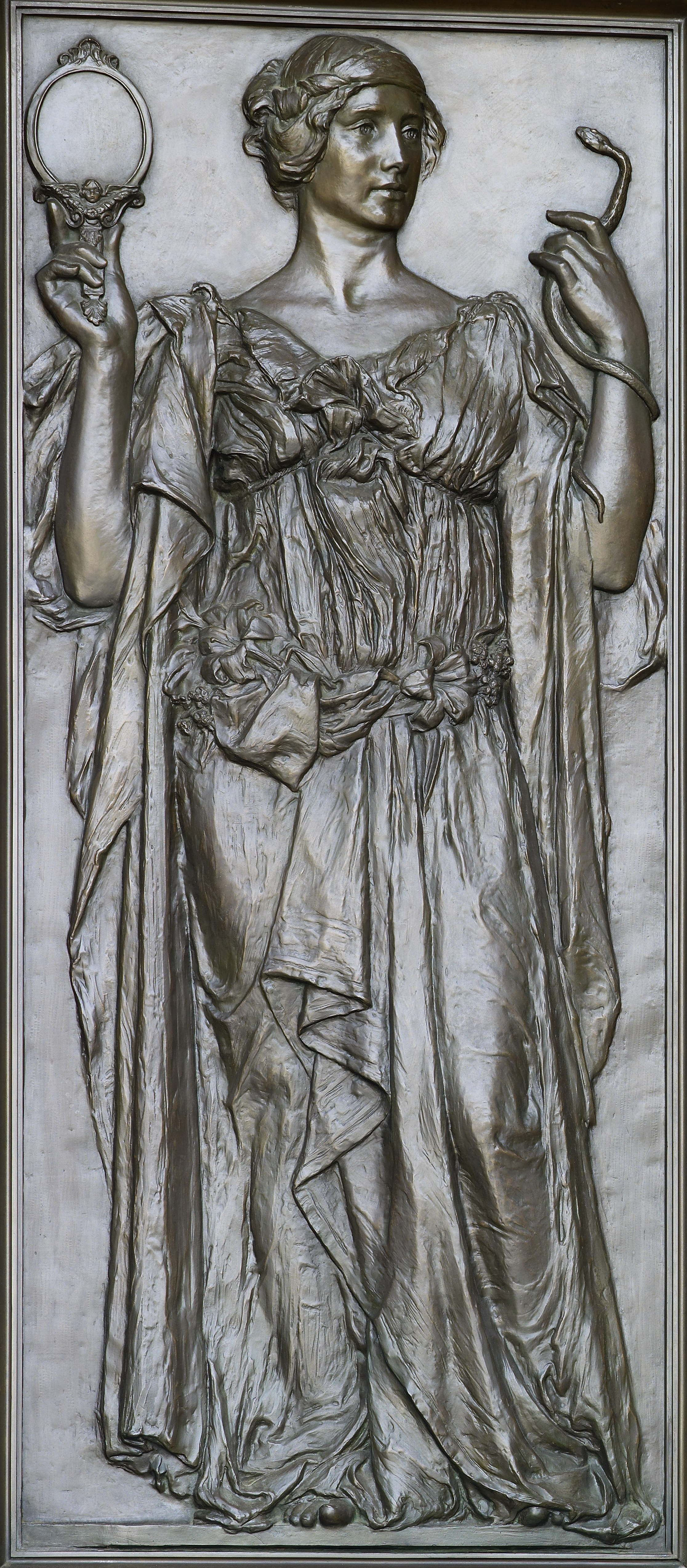

في الماورائيات وفلسفة اللغة، تنص نظرية مطابقة الحقيقة على أن صحة عبارة ما أو خطؤها تُثبت فقط عن طريق علاقتها بالعالم، وما إذا كانت تصف العالم (على سبيل المثال، تتوافق معه) بدقة.
تزعم نظريات المطابقة تطابق المعتقدات والأقوال الحقيقية مع الحالة الفعلية للأشياء. يحاول هذا النوع من النظريات فرض علاقة بين الأفكار والأقوال من جهة، وبين الأفكار والأشياء أو الوقائع من جهة أخرى.

## التاريخ
تُعتبر نظرية المطابقة نموذجًا تقليديًا يعود أصله إلى بعض الفلاسفة الإغريق مثل أفلاطون وأرسطو. تنص هذه الفئة من النظريات على أن صحة مقولة ما أو خطأها يُثبت فقط بكيفية ارتباطها بالواقع، أي في ما إذا كانت تصف الواقع بدقة أم لا. كما يدّعي أرسطو في كتابه الماورائيات (بالإنجليزية: Metaphysics)‏: «يُعتبر إثبات أن أمرًا حقيقيًا غير حقيقي، أو أن وهمًا ما حقيقة، أمرًا باطلًا، وبالتالي، الصحيح هو أن نثبت أن الوهم مجرد وهم لا أكثر وأن الحقيقة حقيقة».
أحد الأمثلة الكلاسيكية على نظرية المطابقة هي مقولة الفيلسوف والعالم الديني القروسطي توما الأكويني: «الحقيقة هي ملائمة الأشياء والفطنة»، ونسب الأكويني هذه المقولة إلى معتنق الأفلاطونية المحدثة في القرن التاسع إسحاق بن سليمان الإسرائيلي.
تبنى العديد من مفكري الفلسفة الحديثة المبكرة نظرية التطابق بشكل علني أو ضمني، ومن بينهم: رينيه ديكارت، وباروخ سبينوزا، وجون لوك، وغوتفريد لايبنتس، وديفيد هيوم، وإيمانويل كانت. (على أي حال، اعتُبر سبينوزا وكانت مدافعان عن نظرية الترابط المنطقي للحقيقة). نُسبت نظرية المطابقة أيضًا إلى الفيلسوف توماس ريد.
في الفلسفة الغربية المتأخرة، تبنى فريدريك فيلهيلم يوزف شيلن نظرية المطابقة. كما أيّد كارل ماركس أحد نسخ نظرية المطابقة أيضًا.
في الفلسفة القارية المعاصرة، دافع إدموند هوسرل عن نظرية المطابقة. أما في الفلسفة التحليلية المعاصرة، دافع كل من بيرتراند راسل، ولودفيغ فيتغنشتاين، وجون لانجشو أوستن، وكارل بوبر عنها.

## أصناف

### المطابقة كتوافق
اقترح كل من بيرتراند راسل ولودفيغ فيتغنشتاين بطريقتين مختلفتين أنه يجب وجود نوع من التماثل البنيوي في حالة الأشياء في العالم لتكون العبارة صحيحة. على سبيل المثال، عبارة «قطة على بساط» صحيحة إذا، وفقط إذا، وُجد في العالم قطة وبساط، وعلاقة القطة بالبساط تتجسد في وقوفها فوقه. في حال فقدان أي من هذه الأشياء (القطة، أو البساط، أو العلاقة بينهما التي تتطابق تباعًا مع الفاعل، والمفعول به، والفعل في العبارة) تكون العبارة خاطئة. على أي حال، تفرض بعض العبارات صعوبات على هذا النموذج. كما في المثال التالي، لا تحمل صفات مثل «زائف»، و«مزوّر»، و«مزيّف» المعنى الاعتيادي البسيط الذي يقيد معنى الاسم الذي يصفه: «محامي قضايا اللاجئين» هو أحد أنواع المحامين، لكن من الممكن ألا تشير عبارة «محامي الادعاء» إلى نوع آخر.
عام 2018، طور الفيلسوف كلوديو كوستا نسخة أصيلة من نظرية مطابقة الحقيقة. تجمع هذه النسخة بين الترابط المنطقي وتوسّع فكرة المطابقة لتشمل العلوم الرسمية.

### المطابقة كارتباط
أتى جون لانجشو أوستن بنظرية مفادها أنه ما من داعٍ لوجود تشابه بنيوي بين العبارة الحقيقية وحالة الأشياء التي تجعلها كذلك. من الضروري فقط أن تكون الدلالات اللغوية المُستخدمة للتعبير عن العبارة تربطها تمامًا بحالة الأشياء التي تعبر عنها. بالنسبة إلى أوستن، العبارة الخاطئة هي العبارة التي ترتبط بمجموعة من الأشياء غير الموجودة عن طريق اللغة.

## علاقتها بعلم الوجود
كان معظم أنصار نظريات المطابقة تاريخيًا من أتباع الفلسفة الواقعية الميتافيزيقية، أي أنهم يؤمنون بوجود عالم خارج عقول البشر أجمعين. على النقيض من أتباع المثالية ممن يؤمنون بأن كل موجود هو عبارة عن كيان ميتافيزيقي جوهري مستقل عن الفرد المرتبط به، ويتناقض ذلك أيضًا مع معتقد أتباع المذهب التصوري الذين يؤمنون أن كل موجود هو عبارة عن فكرة في رأس شخص ما في نهاية المطاف. على أي حال، ليس من الضروري جدًا أن تقترن نظرية المطابقة بالواقعية الميتافيزيقية. على سبيل المثال، من الممكن الإيمان بفكرة أن حقائق العالم تحدد العبارات الحقيقية، وأن العالم (وحقائقه) ليس إلا مجموعة من الأفكار الموجودة في عقل شخص سامٍ.

## اعتراضات
تزعم إحدى الحملات المعارضة للنظرية أن نظرية المطابقة تنجح في جاذبيتها للعالم الحقيقي فقط عندما يكون بإمكاننا الوصول إلى العالم الحقيقي.
يؤمن أتباع الواقعية الساذجة أننا ندرك حقيقة الأشياء فور رؤيتها. يمكن لهذا النوع من الأشخاص تبني نظرية مطابقة الحقيقة بإخلاص.
يؤمن المثاليون المتزمتون أنه ما من أشياء حقيقية. تستهدف نظرية المطابقة الكيانات الخيالية غير المحددة، وهذا سبب كونها نظرية غير مترابطة.
ثمة آراء أخرى تفرض أن لدينا نوعًا من الوعي أو الإدراك أو غير ذلك للأشياء الموجودة في العالم الحقيقي، ولكن هذا الوعي قاصر بطريقة أو بأخرى عن معرفة الأشياء بشكل مباشر. لكن يُعتبر هذا الوعي أو الإدراك غير المباشر بحد ذاته فكرة في عقل الفرد، لذلك تقتصر نظرية مطابقة الحقيقة على المطابقة بين الأفكار التي تدور حول الحقيقة وأفكار العالم، ولذلك تتحول إلى نظرية الترابط المنطقي.